# Tegenaria pieperi
Tegenaria pieperi là một loài nhện trong họ Agelenidae.
Loài này thuộc chi Tegenaria. Tegenaria pieperi được Paolo Marcello Brignoli miêu tả năm 1979.